# Albert Mayer (Stadtplaner)

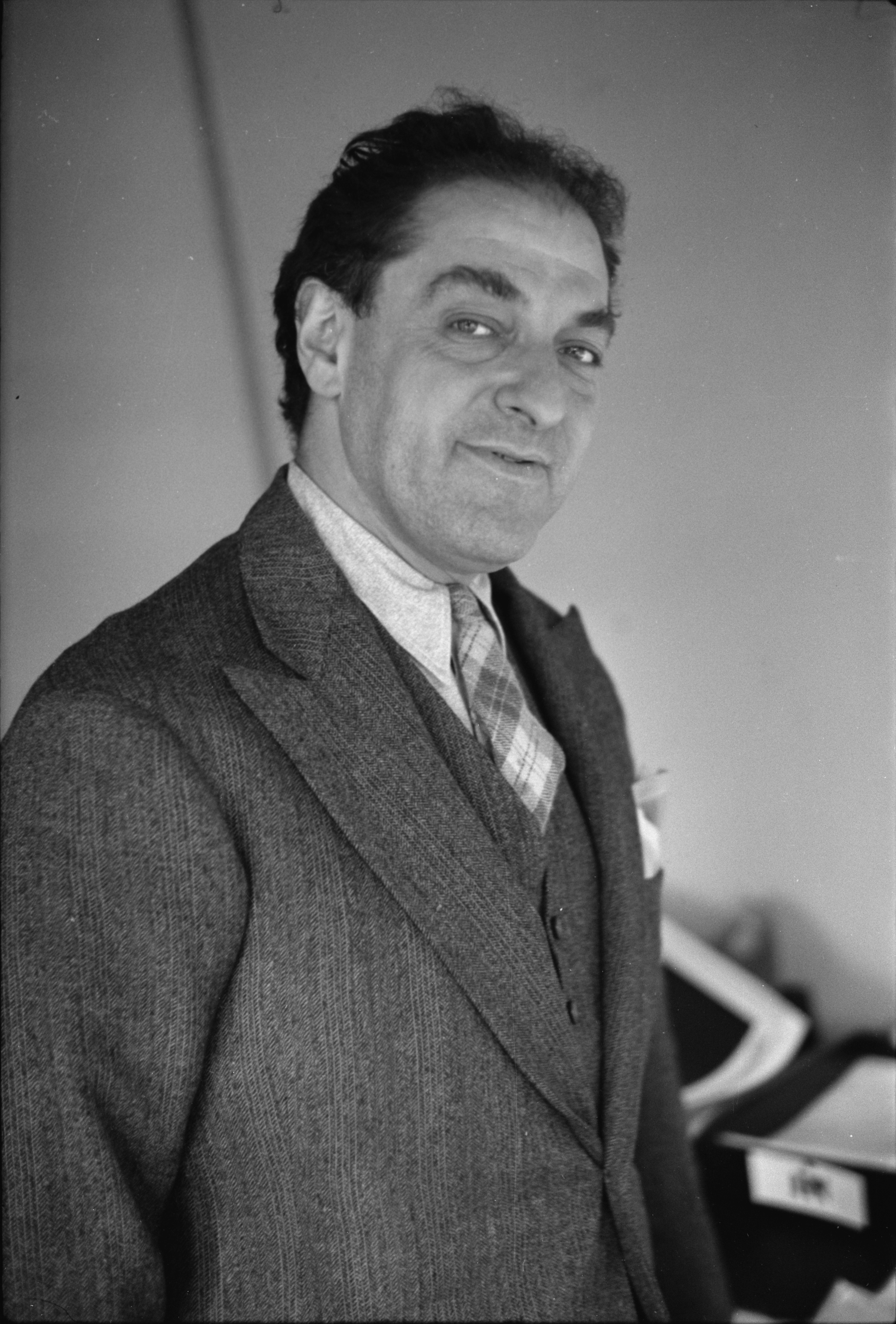
Albert Mayer 1936

Albert Mayer (* 29. Dezember 1897 in New York; † 14. Oktober 1981, ebenda) war ein amerikanischer Stadtplaner und Architekt. Er ist für seine Beiträge zur Entwicklung neuer Städte in Amerika und für seine innovativen Planungsarbeiten in Indien, darunter der Masterplan für Chandigarh, die neue Hauptstadt des indischen Punjab, bekannt. 

## Leben
Er studierte an der Columbia University und dem Massachusetts Institute of Technology, wo er 1919 mit einem Ingenieursabschluss graduierte. Mayer praktizierte nach 1935 als Architekt in New York City. 1940 wurde er Mitglied der American Institute of Architects.
1931 plante er gemeinsam mit dem für die Innenarchitektur zuständigem Joseph Urban das Gebäude 66 West 12th Street der New School. Es handelte sich um das erste Bauwerk im Internationalem Stil in New York.
In den 1930ern war Mayer an der Gründung der Housing Study Guild beteiligt, in der modernere Ideen zur Urbanisierung wie die Konzepte Patrick Geddes zur Abkehr von Straßenrastern diskutiert wurden.
Er war während des Zweiten Weltkriegs als Ingenieur für die US-Armee in Indien stationiert und baute in dieser Zeit Militärflugplätze. In dieser Zeit kam er mit Schriften und Ideen Gandhis in Kontakt, nach denen indische Siedlungen gemeinschaftsbezogen sein sollten und sich nicht an westlichem Individualismus orientieren sollten. Nach dem Krieg blieb er in Indien für insgesamt 15 Jahre. Sein erstes Projekt waren Planungen zur Modernisierung Etawahs. Die gemeinschaftsorientierten Planungen Etawahs regten Planungen für etwa eine halbe Millionen Dörfer an. 1947 wurde er offiziell zum Berater der Regierung des Bundesstaates Uttar Pradesh ernannt. 1948 bis 1949 erstellte Mayer im Auftrag von Jawaharlal Nehru die Pläne für die erste Planstadt Indiens, Chandigarh. Nach Mayers Plänen sollte die Stadt in „Superblocks“ für Gemeinschaften von jeweils 5000 Einwohnern unterteilt werden, mit Zentralbereichen pro Superblock mit Geschäften, Spielplätzen und Grundschulen. 1950 verunglückte Mayers Mitarbeiter Matthew Nowicki, was zum Ende der Planungen führte. Ab 1951 übernahm Le Corbusier die Planungen und änderte die Pläne tiefgreifend. So verwarf Corbusier das Konzept von Superblöcken und legte die Stadt rasterförmig und nicht, wie Mayer geplant hatte, fächerförmig an.
1953 wurde Mayer zum Fellow des American Institute of Architects ernannt.
Die letzten Jahre seines Lebens verbrachte Mayer im von ihm geplanten Gebäude 240 Central Park South in Manhattan, welches seit 2009 im National Register of Historic Places aufgenommen ist.

## Architektur

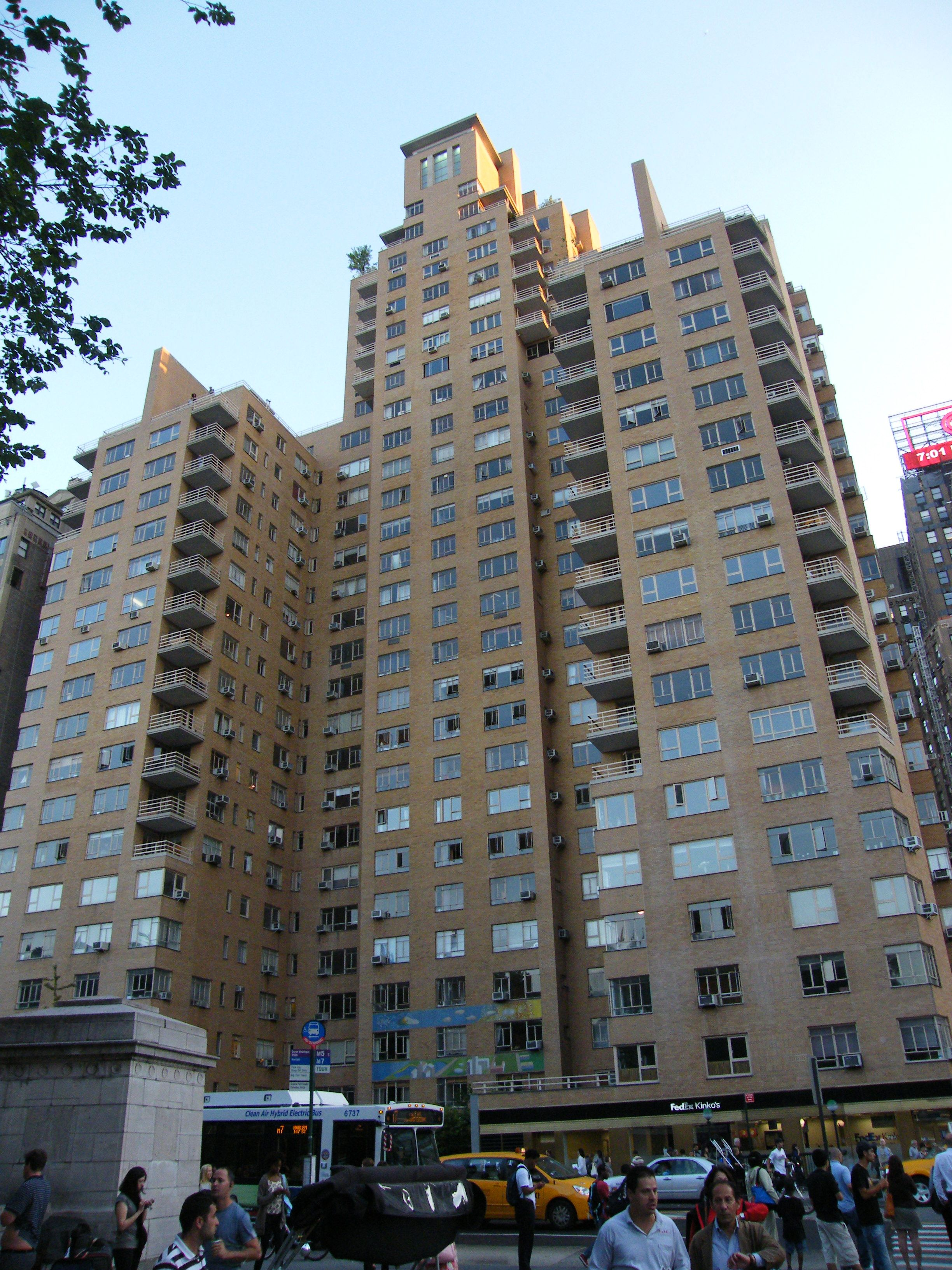
240 Central Park South

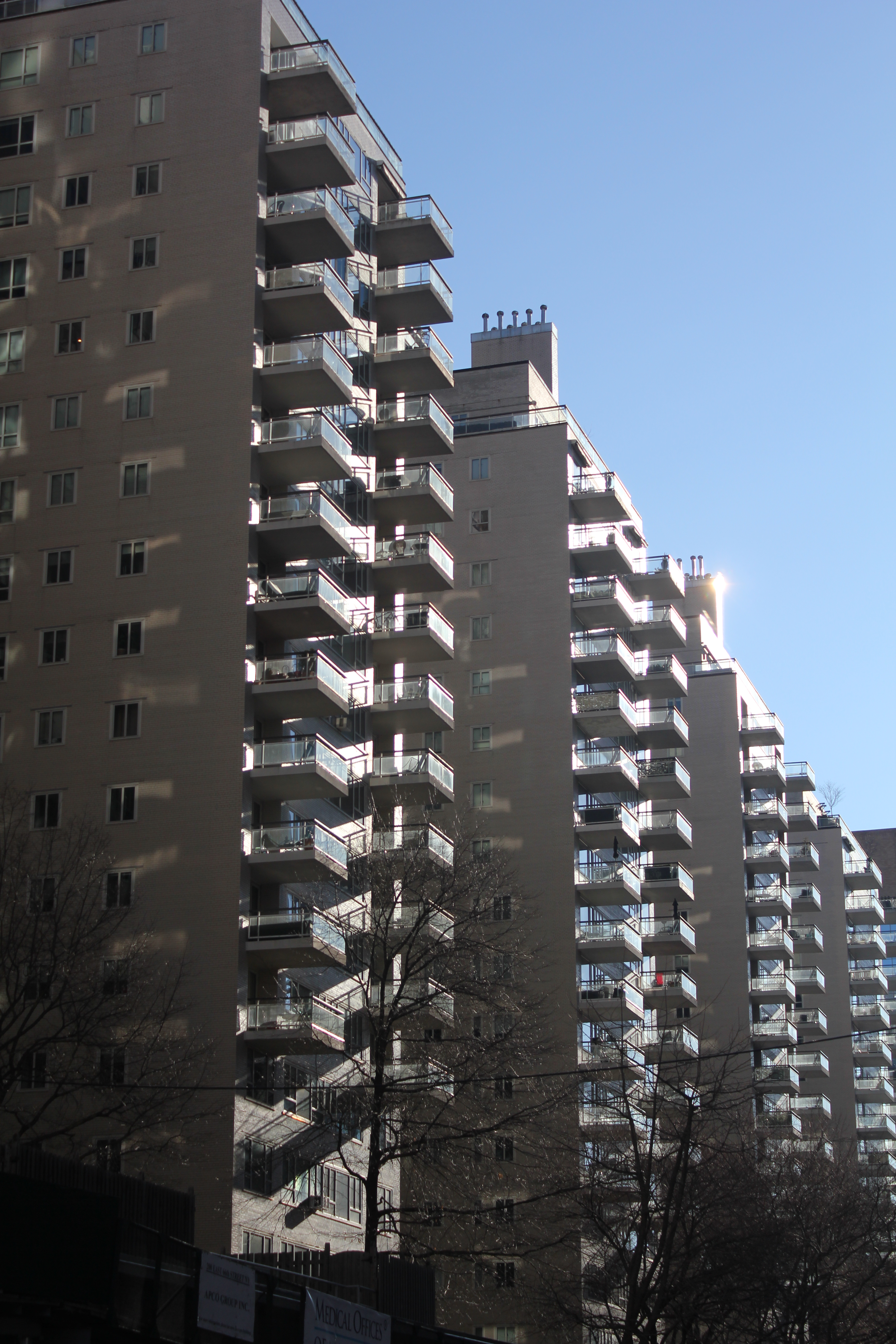
Manhattan House Apartments

- Butterfield House, 37 West 12th St, Greenwich Village, Manhattan
- 240 Central Park South, Manhattan, im National Register of Historic Places, New York City Landmark
- Manhattan House (mit Skidmore, Owings and Merrill), New York City Landmark
- 333 East 69th Street (mit William Conklin und James Rossant), Manhattan
- East Harlem Plaza, Manhattan

## Planungen
- Uttar Pradesh Pilot Development Project
- Uttar Pradesh General Community Development
- Chandigarh Master Plan
- Allahabad Agricultural Institute Master Plan
- Maumelle, Arkansas Master Plan
- Gujarat University Master Plan
- Kanpur Master Plan
- Konsultant für den Master Plan for Greater Bombay (1947)